# Lophocetus
Lophocetus és un gènere extint de cetacis de la família dels lofocètids que visqueren durant el Miocè superior. Se n'han trobat restes fòssils a Califòrnia, Florida i Maryland (Estats Units). Les espècies d'aquest grup estaven dotades d'ossos nasals grossos i situats en una posició elevada. S'ha suggerit que L. repenningi hauria d'anar a un gènere diferent, però encara no hi ha hagut recerca definitiva en aquest sentit. Anteriorment classificat en la família dels centriodòntids, des del 2023 Lophocetus comparteix la família dels lofocètids amb Platysvercus.